# Jean-Baptiste de Mirabaud

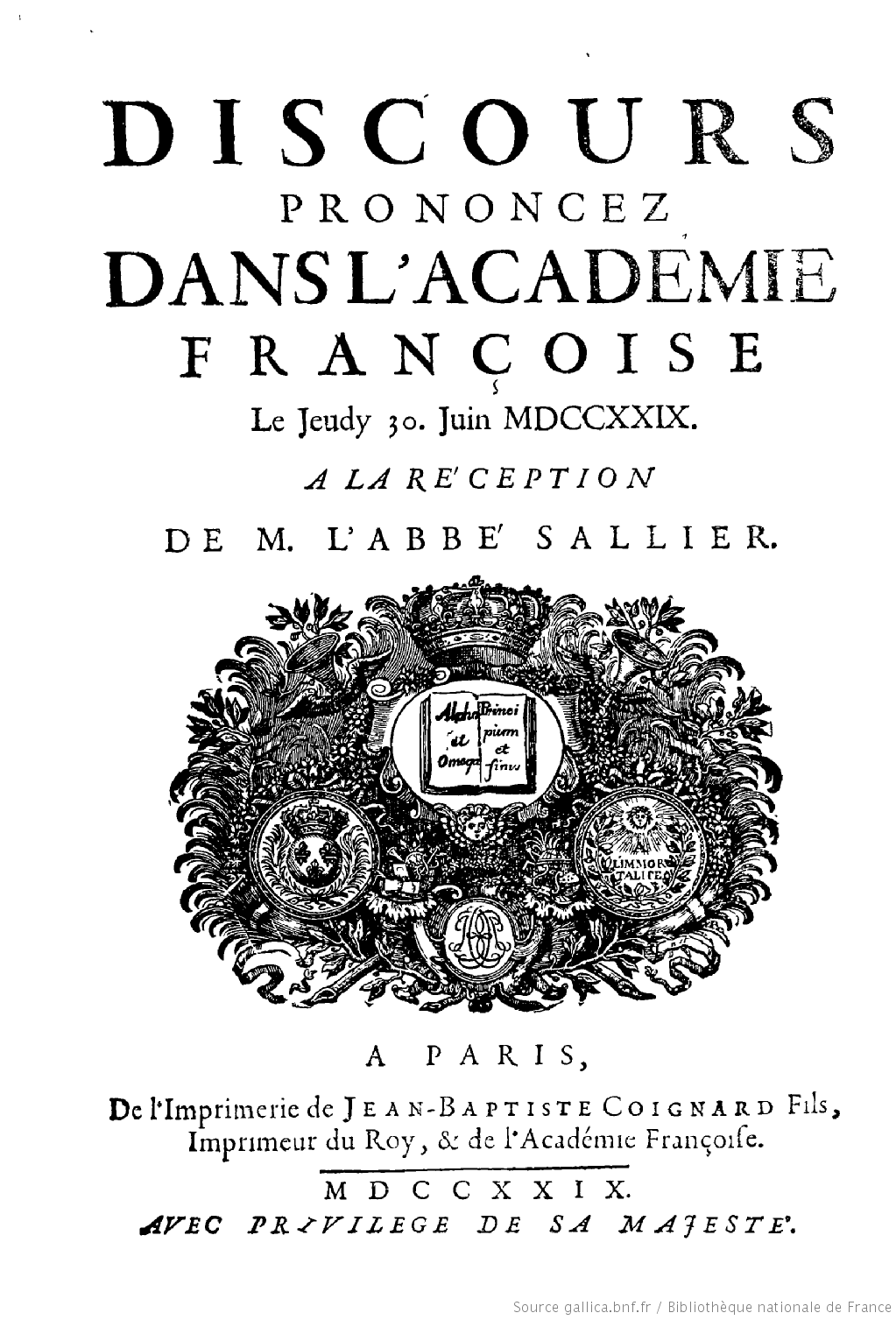
Deckblatt von Discours prononcez dans l’Académie françoise le jeudy 30 juin MDCCXXIX, à la réception de M. l’abbé Sallier – Scan der französischen Nationalbibliothek

Jean-Baptiste de Mirabaud (* 1675 in Paris; † 24. Juni 1760 ebenda) war ein französischer Autor, Übersetzer und materialistischer Philosoph der französischen Frühaufklärung. Bekannt wurde er für seine beiden Übersetzungen, deren erste ihm die Mitgliedschaft in der Académie française ermöglichte. Erst nach seinem Tode stellte sich heraus, dass er Autor philosophischer Literatur war, die vor allem Gesellschafts- und Kirchenkritik enthielt und die er aus diesem Grund anonym veröffentlichen musste.

## Leben
Über das Leben de Mirabauds ist nur das bekannt, was die wenigen Quellen aus dem 18. Jahrhundert überliefert haben.
Danach kämpfte er als Offizier in mehreren Schlachten, darunter der Schlacht von Steenkerke. Er war zeitweilig Mitglied des Oratorium, einer römisch-katholischen Ordensgemeinschaft. Anschließend wurde er Erzieher der beiden jüngsten Töchter von Philippe II. de Bourbon, duc d’Orléans und Françoise Marie de Bourbon.
Durch seine Freundschaft zu Jean de La Fontaine wurde sein Interesse für Literatur geweckt.
Großes positives Echo fand seine Übersetzung des Werks La Gerusalemme Liberata (Befreites Jerusalem) von Torquato Tasso, die 1724 in Paris erschien. Der Übersetzung vorangestellt sind ein Vorwort und eine Biographie Tassos. Im Vorwort weist de Mirabaud darauf hin, dass es bereits einige französische Übersetzungen des Werks gebe, so zum Beispiel von Blaise de Vigenère und Jean Baudoin. Diese seien aber sprachlich veraltet, weswegen er Bedarf an einer neuen Übersetzung sieht.
1741 folgte eine Übersetzung des Werks Orlando furioso (Der rasende Roland) von Ludovico Ariosto (erschienen in den Haag).
De Mirabaud wurde am 28. September 1726 als Nachfolger von Henri Jacques Nompar de Caumont, duc de La Force, Mitglied der Académie française. 1742 wurde er deren secrétaire perpétuel (andere Quellen bezeichnen das Amt als secrétaire général). Sein Vorgänger in diesem Amt war der Geistliche Claude-François-Alexandre Houtteville, sein Nachfolger war Georges-Louis Leclerc de Buffon. An beiden Ernennungen de Mirabauds hatten die jeweils kurz zuvor veröffentlichten Übersetzungen maßgeblichen Anteil. Da de Mirabaud bereits in die Académie aufgenommen wurde, als er mit seiner ersten Übersetzung nur eine einzige Publikation vorzuweisen hatte, schreibt Ley sie der Protektion durch einflussreiche Kreise (Paul Vernière nenne sie die freigeistige Bastion der Académie) zu. Hinter dieser wird das Haus Orleans vermutet.
De Mirabaud setzte als erster secrétaire perpétuel durch, dass ihm eine Dienstwohnung im Louvre gestellt und das Amt mit der Zahlung einer Pension verbunden wurde. In der Dienstwohnung blieb er bis zu seinem Tode wohnen, obwohl er das Amt bereits abgegeben hatte.
Die Ideen de Mirabauds erlangten großen Einfluss auf weitere Autoren der Aufklärung.

## Philosophisches Wirken

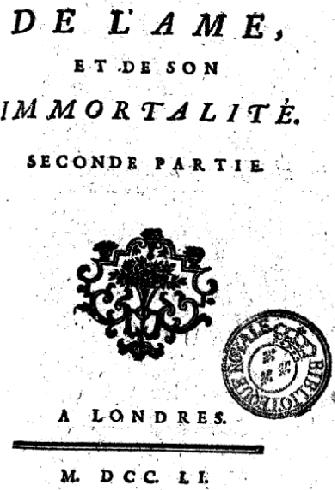
Deckblatt von De l’âme et de son immortalité – Scan der französischen Nationalbibliothek

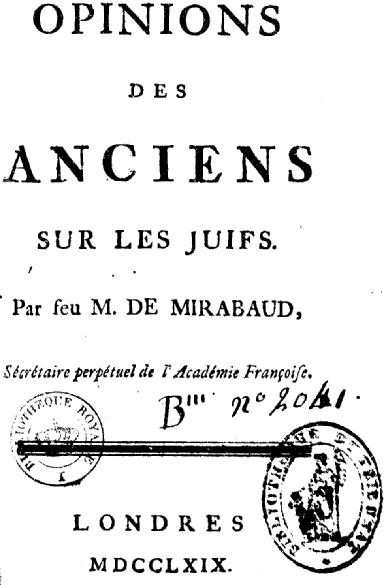
Deckblatt von Opinions des Anciens sur les Juifs – Scan der französischen Nationalbibliothek

### Historischer Hintergrund
Nach dem Tode Ludwig XIV. am 1. September 1715 wurde Philippe II. Regent von Frankreich. Dieser war zwar Atheist, dennoch gab es weiter starke kirchlich geprägte Strukturen bei staatlichen Stellen wie Polizei und Justiz. Atheistische Thesen zu vertreten und zu verbreiten machte weiterhin nicht nur wissenschaftlich angreifbar: Es drohten auch Haft oder die Todesstrafe. Hinzu kommt, dass durch diese Thesen auch die – auf Gott gestützte – weltliche Ordnung in Frage gestellt oder gar offen kritisiert wurde. Vor diesem Hintergrund wurden viele atheistische, kirchen- oder obrigkeitskritische Schriften im 18. Jahrhundert nur anonym oder pseudonym veröffentlicht. Teilweise wurden zusammengehörende Werke getrennt, neu zusammengeführt oder unter anderem Titel veröffentlicht. Daher sind bis heute Einzelheiten der „Verfasserfragen“ nicht vollständig geklärt. Manuskripte dienten auch nicht immer der Veröffentlichung, sondern wurden nur in engen Kreisen mündlich vorgetragen.

### Positionen
De Mirabaud vertrat materialistische (im Sinne einer Weltsicht, die alles in der Welt Beobachtbare auf Materie und die sie betreffenden Naturgesetze zurückführt) und atheistische Positionen.
Zu seinen Hauptthesen gehört, die Welt sei älter, als die Bibel behaupte. Sie entstehe zudem „bloß aus dem Etwas, nicht aus dem Nichts“. Gemeint war, dass die Welt nicht in einem Schöpfungsakt, sondern aus der Umformung bereits (ewig) bestehender Materie entstanden sei. Er schrieb, „nichts sei lächerlicher als anzunehmen, Gott habe die Welt zu seinem Ruhme geschaffen“. Die Idee einer unsterblichen Seele des Menschen lehnte er ab. Seine Position in dieser Frage ist daher nach Fritz Neubert am ehesten vergleichbar mit dem Epikureismus, wie Lukrez ihn gelehrt habe. Er sah die Seele als etwas im Gehirn Ansässiges, als bloße Nervenwirkung, an. Mirabaud versuchte, bei Platon Widersprüche nachzuweisen, die dessen Annahme von einer immateriellen Seele widerlegen sollten. Dieser Ansatz habe bei Voltaire ein Echo gefunden, argumentiert Ira Owen.
Auch den Glauben an die Auferstehung Jesu Christi zog Mirabaud in diesem Zusammenhang als Beleg heran: Der Glaube an die Wiedererweckung des Körpers sei Konsequenz der Annahme, der Körper sei für das Bestehen der Seele notwendig.
Er versuchte nachzuweisen, dass auch Völker, die nicht von der Unsterblichkeit der Seele ausgingen, deshalb nicht weniger moralisch handelten.
Er lehnte den Geozentrismus ab und folgte Epikur in der Vorstellung einer Vielzahl von Welten.
De Mirabaud bezweifelte außerdem, dass eine globale Sintflut stattgefunden habe und ging von einem nur lokalen Ereignis aus. Ebenso verneinte er die Abstammung aller Völker von Adam und Noah sowie die Existenz eines Jenseits mit Lohn und Strafe für die zu Lebzeiten begangenen Taten.
Nach dem Tode de Mirabauds veröffentlichte Paul Henri Thiry d’Holbach eigene Literatur unter dem Pseudonym „Jean Baptiste de Mirabaud“. Auch in einem Brief an John Wilkes nannte er de Mirabaud als Autor seines eigenen Werks „Système de la nature“, ebenso in einem Brief an Ferdinando Galiani. Die pseudonyme Veröffentlichung diente dem Schutz d’Holbachs, für den es „falsche Kühnheit“ gewesen wäre, sich „selbstmörderisch dem Justizapparat der herrschenden Klasse zu überantworten“. Die Urheberschaft d’Holbachs wurde zunächst nicht erkannt; selbst im Jahre 2000 ging Hans-Joachim Becker noch davon aus, de Mirabaud habe ein Werk Le Système de la Nature de d’Holbach verfasst.

### Methoden
Auch de Mirabaud veröffentlichte zu seinem Schutz teilweise anonym. Dies führte dazu, dass seine Urheberschaft an einigen Werken umstritten ist. Seinen Zeitgenossen war sie vielfach nicht bekannt. Die Öffentlichkeit schätzte de Mirabaud daher als „einen rechtschaffenen und in philosophischer Hinsicht ‚friedfertigen‘ Zeitgenossen“. Als das Werk Systeme de la nature unter de Mirabauds Namen erschien, konnte dies Voltaire nicht glauben, weil er ihm ein solches Werk nicht zugetraut hatte. Auch „auf feindlicher Seite rief diese Tarnung Empörung hervor: Sabatier erwähnt unter dem Stichwort „Mirabeau“ (sic), dieser sei zwar kein besonders begnadeter Schriftsteller gewesen, habe aber einen untadeligen Charakter gehabt.“
Der Gefahr der Verfolgung als Aufklärer begegnete de Mirabaud außerdem, indem er die Thesen älterer, zum Teil antiker Schriften (darunter solche von Theognis von Megara, Cicero und Herodot) vordergründig nur darstellte und kritisierte. Dabei bediente er sich einer Technik „der spitzfindigen Erörterung mit doppeldeutiger Rücknahme“. Dadurch gelang es ihm, den kreationistischen Ansatz der biblischen Schöpfungsgeschichte zu kritisieren und Gegenargumente darzulegen, wobei er aber den Eindruck erweckte, er kritisiere die Gegenargumente. Teilweise wurden seine anonymen Manuskripte auch ohne sein Wissen von Dritten (wieder-)veröffentlicht, so etwa von Jean-Baptiste Le Mascrier, der die Thesen de Mirabauds durch Kommentare zu entkräften versuchte.

### Bedeutung und Rezeption
Für Fritz Neubert war de Mirabaud „in der logisch-ernsten Beweisführung und der enormen Kenntnis der antiken wie frühchristlichen Autoren Voltaire weit überlegen“. Er sei radikaler, aber weniger originell als Voltaire gewesen, da er sich erkennbar auf dessen Veröffentlichungen sowie auf Julien Offray de La Mettrie, Bernard le Bovier de Fontenelle, Pierre Bayle, Michel de Montaigne und vor allem Benoit de Maillet stütze. Das Verdienst de Mirabauds liege in seiner umfassenden Kenntnis der antiken Philosophen und ihrer Schriften, denen er Argumente für seine atheistisch-materialistische Haltung entnimmt. Denn diese lehnten die Idee einer Schöpfung aus dem Nichts ebenso ab wie die einer Spiritualität der Seele. Sie vertraten vielmehr die Idee der Ewigkeit der Materie und der Körperlichkeit der Seele – sowohl beim Menschen, als auch bei Tieren.
De Mirabaud prägte auch nachkommende Philosophen, wie etwa Johann Heinrich Schulz, der ihm allerdings einen „unvollkommenen Atheismus“ bescheinigte.
Er stand Neubert zufolge „mit Überzeugung im radikalen Lager, von dem sich Voltaire ängstlich fernhielt“. Als radikaler Freigeist wird er auch bei Schröder bezeichnet.
Sein Buch Opinions des anciens sur les juifs von 1769 gilt zum Teil als antisemitisch, denn es enthält Zitate antiker (griechischer und lateinischer) Werke, durch die Juden als Gefahr für Europa dargestellt werden. Auch in diesem Sinne, schreibt Hans-Joachim Becker, sei Schulz von de Mirabaud, aber auch von Voltaire geprägt worden. De Mirabaud behauptete, Juden seien immer gehasst worden und führte dies auf deren Beleidigung fremder Götter und deren Versuche, andere Völker auszurotten („tryed to exterminate other races“) zurück. Neubert hingegen sieht diese vordergründigen Attacken gegen das Judentum als in Wahrheit gegen das Christentum gerichtet an. De Mirabaud betone, dass das Christentum zu einem großen Teil seine Lehren vom Judentum übernommen habe. Der „Kunstgriff“ dient demzufolge der Verschleierung seiner Angriffe auf das Christentum zur Vermeidung von Repressalien. Die Kritik am Christentum betont auch Wade: de Mirabaud werfe Christus Widersprüchlichkeit in Lehre und Handeln vor.
Die Methode, das Judentum anzugreifen, um dem Christentum die Basis zu entziehen, war in der Aufklärungsliteratur des 18. Jahrhunderts weit verbreitet. So hatte Nicolas Fréret in seinem Werk Lettre de Thrasybule à Leucippe ausgeführt: „Zerstöre die jüdische Sekte und das Christentum wird zusammenfallen wie ein Kartenhaus“.

## Schriften

### Übersetzungen
- Jérusalem délivrée, poème héroïque du Tasse, nouvellement traduit en françois, Übersetzung des Epos La Gerusalemme Liberata von Torquato Tasso, Paris, 1724 (books.google.de)
- Roland furieux, poème héroïque de l’Arioste, traduction nouvelle, Übersetzung des Epos Orlando Furioso von Ludovico Ariosto, den Haag, 1741

### Philosophische Werke
- Discours prononcez dans l’Académie françoise le jeudy 30 juin MDCCXXIX, à la réception de M. l’abbé Sallier, 1729 (Antwort de Mirabauds auf Abbé Sallier) (Volltext)
- Sentiments des philosophes sur la nature de l’âme (1743). In: Bernard Le Bouyer de Fontenelle: Nouvelles libertés de penser, Volltext (PDF; 3,1 MB). Veröffentlicht auch von Naigeon, in: Recueil philosophique, 1753.[51]
- De l’âme et de son immortalité, London, 1751, Volltext Teil 2 (PDF; 4,6 MB),[52][53] in: César Chesneau Du Marsais (Hrsg.): Le monde, London, 1751, 2. Teil. Der 1. Teil mit dem Titel Le monde, son origine, et son antiquité, London, 1751, Volltext Teil 1 (PDF; 6,9 MB) stammt von Jean Frédéric Bernard.
- Opinions des anciens sur les juifs, 1769, Volltext (PDF; 4,2 MB)
- Abrégé du code de la nature, London, 1770